# PWS-11
PWS-11 – polski samolot szkolno-myśliwski konstrukcji inż. Aleksandra Grzędzielskiego oraz inż. Augusta Bobka-Zdaniewskiego, zaprojektowany w Podlaskiej Wytwórni Samolotów. Nie był produkowany seryjnie.

## Historia

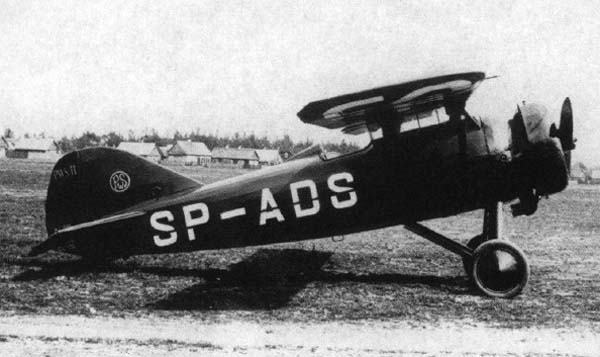
PWS-11bis

W drugiej połowie 1928 roku konstruktorzy samolotu myśliwskiego PWS-10 Aleksander Grzędzielski i Augustyn Bobek-Zdaniewski zaprojektowali samolot oznaczony jako PWS-11SM. Według zamierzeń konstruktorów samolot ten miał służyć do szkolenia i treningu pilotów samolotów myśliwskich, zwłaszcza pilotów samolotów PWS-10. Po zaaprobowaniu projektu przez Departament Aeronautyki MSW podpisano kontrakt na budowę trzech prototypów PWS-11. Jeden z nich miał służyć do badań statycznych, dwa do prób w locie.
Próby statyczne pierwszego prototypu zakończono w październiku 1929 roku. Drugi prototyp został oblatany w listopadzie 1929 roku przez Franciszka Rutkowskiego. Pierwsze loty z lotniska w Białej Podlaskiej wykazały małą sterowność nowego samolotu. Konstruktorzy próbowali ją polepszyć poprzez zmianę kształtu i usytuowania usterzenia. Powiększono usterzenie pionowe, a usterzenie poziome próbowano umieszczać zarówno powyżej jak i poniżej górnej krawędzi kadłuba.  Dalsze próby wykazały, że przeniesienie usterzenia poziomego poniżej górnej krawędzi kadłuba polepsza skuteczność usterzenia, ale wiry wytwarzane przez nieoprofilowany silnik gwiazdowy nie pozwalają na uzyskanie zadowalającej skuteczności sterów.
W związku z problemami drugiego prototypu, trzeci został ukończony w nowej wersji oznaczonej jako PWS-11bis. Posiadał on nowy kadłub o przekroju eliptycznym, a silnik wyposażono w osłonę Townenda. Oblot trzeciego prototypu odbył się wiosna 1930 roku. Samolot miał dobrą sterowność i zwrotność oraz właściwości pilotażowe. Po otrzymaniu znaków rejestracyjnych SP-ADS uczestniczył w pokazach akrobatycznych w kraju i za granicą, ale ostatecznie do produkcji seryjnej PWS-11bis nie został skierowany.

## Konstrukcja
Jednomiejscowy górnopłat o konstrukcji mieszanej. Skrzydło dwudźwigarowe z dwoma zastrzałami łączącymi płat z kadłubem. Przód kadłuba o konstrukcji kratownicowej pokryty blachą, a od kabiny pilota płótnem. Podwozie dwugoleniowe z tylną płozą ogonową. Napęd zapewniał 9-cylindrowy, chłodzony powietrzem, rzędowy silnik Škoda-Wright Whirlwind 15B. Śmigło dwułopatowe, drewniane.